# (citocromo c)-lisina N-metiltransferasi
La (citocromo c)-lisina N-metiltransferasi è un enzima appartenente alla classe delle transferasi, che catalizza la seguente reazione:
S-adenosil-L-metionina + (citocromo c)-L-lisina ⇄ S-adenosil-L-omocisteina + (citocromo c)-N6-metil-L-lisina
L'enzima fa parte di un gruppo che metila altre proteine, di cui fa parte anche la istone-lisina N-metiltransferasi (numero EC 2.1.1.43 e la calmodulina-lisina N-metiltransferasi (numero EC 2.1.1.60).